# Simonetta Persichetti
Simonetta Persichetti é fotojornalista, colaboradora do jornal O Estado de S. Paulo, professora e pesquisadora na Faculdade Cásper Líbero e autora de diversos livros e artigos sobre fotografia . Apesar de italiana de nascimento, migrou ainda durante a infância para o Brasil, onde cresceu e conquistou grande carreira na área de comunicação. Destaca-se principalmente por sua obra Imagens da Fotografia Brasileira, publicada pela editora Estação Liberdade e responsável por sua primeira colocação na categoria reportagem da edição do ano de 1999 do Prêmio Jabuti, consagrado no meio literário brasileiro .

## Formação Acadêmica
Formou-se em jornalismo pela Faculdade Cásper Líbero em 1979 e, entre os anos de 1992 a 1995, cursou mestrado em comunicação e artes pela Universidade Presbiteriana Mackenzie, onde obteve o título de mestre através de seu trabalho intitulado "Fotografia Documental- retrato cultural de uma sociedade". Tornou-se doutora em psicologia social pela Pontifícia Universidade Católica de São Paulo em 2001, defendendo sua tese "A poética do olhar crítico: a estética da fotografia latino americana como formadora de discurso". Por fim, cursou seu pós-doutorado pela Escola de Comunicação e Artes - USP, mantendo o enfoque em fotografia e comunicação visual.

## Carreira
Formada em jornalismo, Simonetta Persichetti chegou a atuar em diversos veículos antes de passar a se dedicar quase que exclusivamente à vida acadêmica. Trabalhou no Grupo Abril, na revista IstoÉ, e, até mesmo, no telejornalismo do grupo SBT, mas foi a partir de seu emprego na revista fotográfica Íris Foto que a paixão pela fotografia começou a se sobressair. 
Apesar da paixão pelo mundo das fotos, não optou por tornar-se fotógrafa pois sempre teve o texto como sua escolhe definida. Dedicou-se então a estudar, escrever e ministrar aulas a respeito da comunicação e importância das imagens. 
Atualmente é professora de graduação e pós-graduação na Faculdade Cásper Líbero, onde leciona a respeito da história e técnicas do fotojornalismo. Além disso, integra o Grupo de Pesquisa Comunicação e Cultura Visual, do CNPq (2006), e é responsável pelo Projeto de Pesquisa Fotografia, Jornalismo e Identidade, ambos do Programa de Pós-graduação-Mestrado em Comunicação na mesma faculdade. 
Como crítica fotográfica, colabora com o jornal O Estado de S. Paulo e com a revista Brasileiros.

## Prêmios
- 1999 - Prêmio Jabuti de Reportagem, Câmara Brasileira do Livro. Reportagem premiada: Imagens da Fotografia Brasileira[3]